# 한국형 대전차 로켓
한국형 대전차 로켓은 대한민국이 개발 중인 대전차 로켓이다.

## 역사
1976년 5월, 국방과학연구소에서 K.LAW 한국형 대전차 로켓 개발을 시작해 1979년에 탐색개발에 성공하였다. K.LAW는 RPG-7 대전차 로켓과 같이 재사용이 가능한 대전차 로켓이었다. 체계개발은 취소되었다. 국방과학연구소가 지난 1976년 개발을 시작해 1979년 시제품을 선보인 한국형 대전차 로켓은 미국산 3.5인치 슈퍼바주카포보다 강력한 성능을 발휘했으나 너무 무겁고 큰데다 군의 소요가 바뀌어 양산에 이르지 못했다.
2004년, 노무현 정부는 국산화 하기로 결정했다.
2014년, 박근혜 정부는 칼구스타프 대전차로켓 도입 계획을 세웠다가 국산화 하기로 결정했다.
2018년, K.LAW에서 40여년이 지나 다시 한국형 대전차 로켓의 탐색개발을 완료했다. 2019년 체계개발을 시작할 계획이다. 세계 베스트셀러인 스웨덴 사브사의 AT4 보다 고성능이라고 알려졌다. AT4는 미군이 사용한다. 대전차 로켓은 기술적 난도가 상대적으로 낮아 2020년대 초면 모습을 드러낼 것으로 예상된다.
특수부대가 기본적으로 갖추는 기본장비인 칼 구스타프 무반동총을 한국 특전사는 가지고 있지 않다. 칼구스타프 대전차로켓은 미군 특수부대인 제75레인저연대, 영국 특수부대 SAS (영국) 등 50여 개국 특수부대가 사용 중이며, 미 육군은 기본장비로 채택한 장비다. 특전사는 지난 2013∼2014년 칼구스타프 대전차로켓 도입 계획을 세웠다가 국산화로 방향을 틀었으나 개발 비용 문제 때문에 무산된 상태다. 칼 구스타프 무반동총은 발사대 포함 1개에 2천만원, 한발에 60만원이다.

## 성능
2014년, 한국 육군은 대전차로켓의 성능이 500m 전방의 정지된 표적에 대해 명중률 50%, 300m 전방의 이동 표적에는 명중률 30% 이상 될 것을 요구한다. 전차를 뚫을 수 있는 관통력은 700mm 이상 갖춰야 한다. 10년 전인 2004년에 비해 바뀐 것은 관통력 요구조건이 500mm에서 200mm 늘어난 것이 전부다. 기갑병과 출신의 한 예비역 장성은 "최신예 전차도 500mm의 관통력만 있으면 측면공격이 충분히 가능하다."며 "군이 관통력만 생각해 대전차로켓을 개발하는 것은 옳지 않다."고 전했다.
1942년 처음 등장한 M1 바주카에 비하면, 2020년 기준으로는 탄두 기술의 발달로 훨씬 두꺼운 강철판을 관통한다.
- M1 바주카, 로켓제외 무게 8.2 kg, 관통력 76 mm RHA, 1942년
- RPG-7, 로켓제외 무게 6.3 kg, 관통력 500 mm RHA, 1961년
- AT4, 로켓제외 무게 6.7 kg, 관통력 400 mm RHA, 2020년 현재 미국 육군

## 같이 보기
- M72 LAW
- AT4
- 칼 구스타브 무반동총